# Mayer (Einheit)
Das Mayer (Einheitenzeichen: mayer), benannt nach dem im 19. Jahrhundert lebenden deutschen Arzt und Physiker Julius Robert von Mayer, war eine vor 1969 von  Lorenzo A. Richards vorgeschlagene, international nicht akzeptierte Maßeinheit der Wärmekapazität für ein System, das durch 1 Joule um 1 °C erwärmt wird.
1 mayer = 1 Joule/°C = 1 Joule/Kelvin